# Сигма Волка
Сигма Волка (лат. σ Lupi), HD 127381 — тройная звезда в созвездии Волка на расстоянии приблизительно 483 световых лет (около 148 парсеков) от Солнца. Возраст звезды определён как около 19,2 млн лет.
Пара первого и второго компонентов — двойная эллипсоидальная переменная звезда (ELL:). Видимая звёздная величина звезды — от +4,44m до +4,42m. Орбитальный период — около 3,0197 суток.

## Характеристики
Первый компонент — бело-голубая звезда спектрального класса B1-B2V, или B1V, или B2III. Масса — около 5,445 солнечных, радиус — около 4,681 солнечных, светимость — около 5754,4 солнечных. Эффективная температура — около 23000 K.
Второй компонент — бело-голубая звезда спектрального класса B.
Третий компонент — коричневый карлик. Масса — около 56,46 юпитерианских. Удалён на 2,631 а.е..